# Mont Tarawera
Pour l’article homonyme, voir Lac Tarawera.
Le mont Tarawera est un volcan de Nouvelle-Zélande situé dans l'île du Nord et faisant partie du complexe volcanique de l'Okataina. Il est constitué de onze dômes de lave alignés entaillés en leur centre par une large fissure éruptive. Sa dernière éruption, qui remonte au 10 juin 1886, a fait 153 morts,.

## Géographie

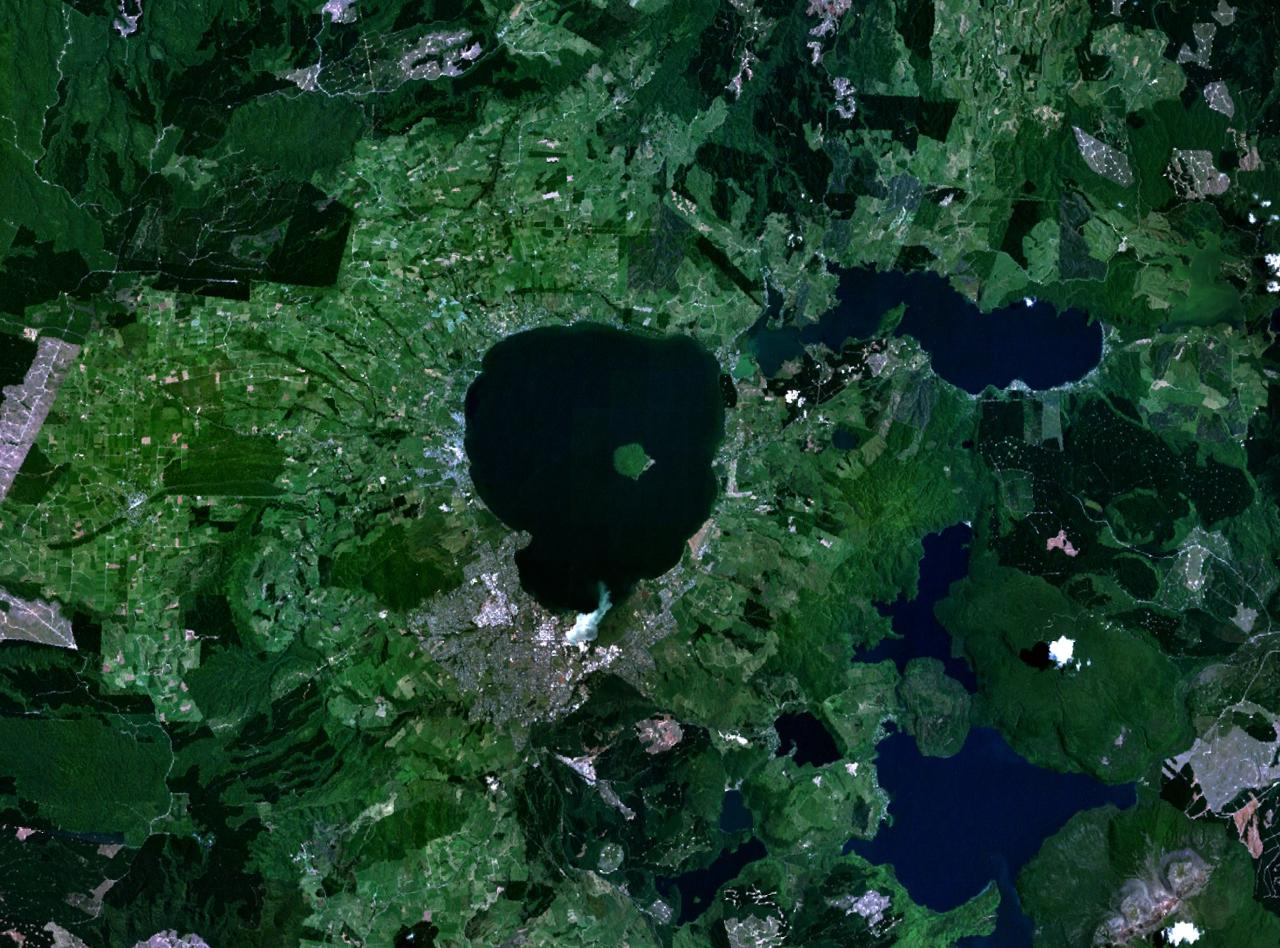
Montage de photos satellites montrant le lac Rotorua au centre et le mont Tarawera dans le coin inférieur droit de l'image.

### Situation
Le mont Tarawera est situé dans le Nord de l'île du Nord de la Nouvelle-Zélande, au sud de la Bay of Plenty, dans la région du même nom. Il est entouré au nord-ouest par le lac Tarawera, au sud-ouest par le lac Rotomahana et au sud par le lac Rerewhakaaitu et se situe à l'extrême Sud du massif volcanique d'Okataina dont il fait partie.

### Topographie
Le mont Tarawera est formé de onze plateaux aux pentes escarpées, aux sommets relativement plats et entaillés en leur centre par une fissure, le tout aligné selon un axe sud-ouest-nord-est. Le plus haut sommet culmine à 1 111 mètres d'altitude,.

### Faune et flore
Tandis que les sommets du mont Tarawera sont dépourvus d'arbres, les pentes et les pieds de la montagne sont couverts d'une forêt primaire.

### Géologie
Le mont Tarawera est un volcan faisant partie de la ceinture de feu du Pacifique et qualifié de volcan gris en raison de ses éruptions majoritairement explosives. Il se situe dans le sud de la caldeira d'Haroharo (en) d'une vingtaine de kilomètres de diamètre et qui contient le massif volcanique d'Okataina (en). Cette caldeira s'est formée il y a entre 250 000 et 50 000 ans au cours d'une éruption volcanique. 
Les onze dômes de lave et les dépôts pyroclastiques qui forment la montagne d'un volume de 13 km3 sont composés de rhyolite,. Le plus ancien de ces dômes s'est formé il y a 15 000 ans et le plus récent il y a 800 ans. Ces dômes s'organisent selon un axe nord-est-sud-ouest le long d'une fissure volcanique qui entaille sur huit kilomètres et neuf kilomètres la montagne en son centre depuis l'éruption de 1886,. La montagne, de même que le reste du massif d'Okataina, barre le cours de plusieurs cours d'eau qui donnent naissance à plusieurs lacs.
Seulement deux éruptions ont été reportées sur le mont Tarawera : une entre 1310 et 1315 environ et une autre, la dernière, du 10 juin à août 1886. Ces deux éruptions fissurales se sont traduites par l'émission de dômes de lave ayant donné naissance à des coulées pyroclastiques, des explosions phréatiques et l'émission de lahars.

## Histoire
En 1886, du 10 juin au mois d'août, le mont Tarawera entre en éruption. La lave émise, trop pâteuse, ne s'écoule pas et s'accumule en dômes de lave le long de la fissure éruptive de la montagne au point d'exploser en formant un panache éruptif de dix kilomètres de hauteur et des nuées ardentes sur les flancs sud, est et nord de la montagne qui donneront par la suite des lahars,. Dans la partie Sud de la fissure éruptive de neuf kilomètres de longueur qui est en contact avec les eaux du lac Rotomahana, de grandes explosions phréatiques se produisent, créant de larges cratères.
Le paroxysme de l'éruption se produit durant quatre heures dans la nuit du 10 au 11 juin lorsqu'un volume de deux kilomètres cubes de lave est émis durant ce laps de temps, détruisant les villages de Te Ariki, Moura et Te Wairoa en tuant 153 personnes et engloutissant les Terrasses roses et blanches, des sources chaudes ayant construit des bassins minéraux,.
L'éruption, d'indice d'explosivité volcanique de 5, émettra au total un volume de 1,3 à 2 milliards de mètres cubes de tephras ainsi que deux kilomètres cubes de lave.

## Population et infrastructures
Les abords du mont Tarawera sont très peu habités, la ville la plus proche étant Rotorua au nord-ouest. Une piste d'atterrissage est aménagée sur un des dômes de lave de la montagne.